# Euboea (regional enhed)
Euboea (græsk: Περιφερειακή ενότητα Εύβοιας ) er en af Grækenlands regionale enheder. Det er en del af den administrative region i det Centralgrækenland der er en af tretten periferier i Grækenland. Den består af øerne Evia (Euboea) og Skiros samt et område på 260 km² på det græske fastland. Enhedens landareal er 4.167.449 km², hvorimod det samlede areal for kommunerne faktisk på øen Euboea er 3.684.848 km², som inkluderer mange småøer (Petalioi) nær Euboeas sydlige spids.

## Administration
Den regionale enhed Euboea er opdelt i 8 kommuner, nummereret på billedet i infoboksen. Disse er:
- Chalcis (Chalkida, 1) Administrationsby
- Dirfys-Messapia (2)
- Eretria (3)
- Istiaia-Aidipsos (4)
- Karystos (5)
- Kymi-Aliveri (6)
- Mantoudi-Limni-Agia Anna (7)
- Skiros (8)